# Paratropis scruposa
Paratropis scruposa is een spinnensoort uit de familie Paratropididae. De soort komt voor in Peru.